# Dolenice
Dolenice (in tedesco Tulnitz) è un comune della Repubblica Ceca facente parte del distretto di Znojmo, in Moravia Meridionale.